# Castropol

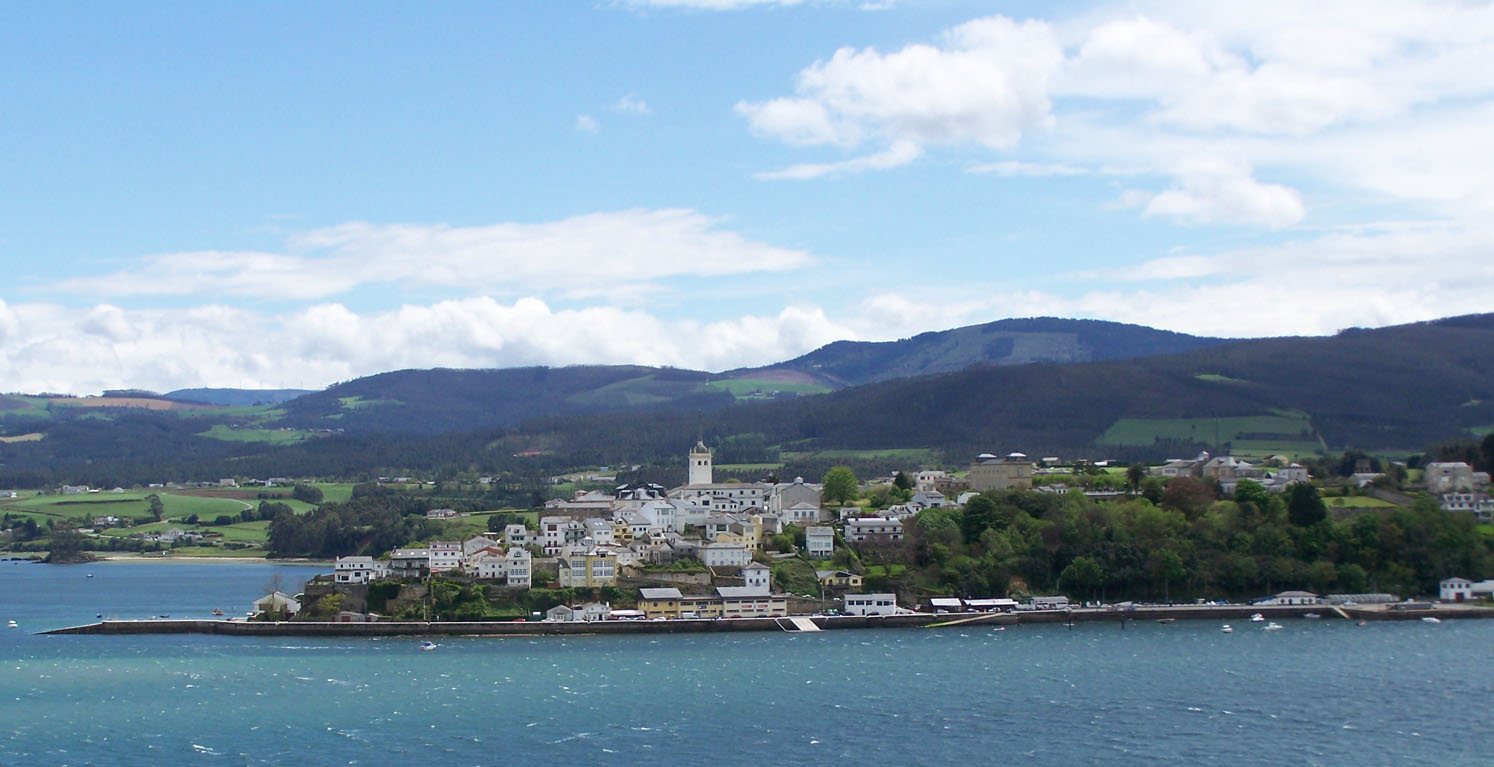
Castropol visto desde Ribadeo (2007)

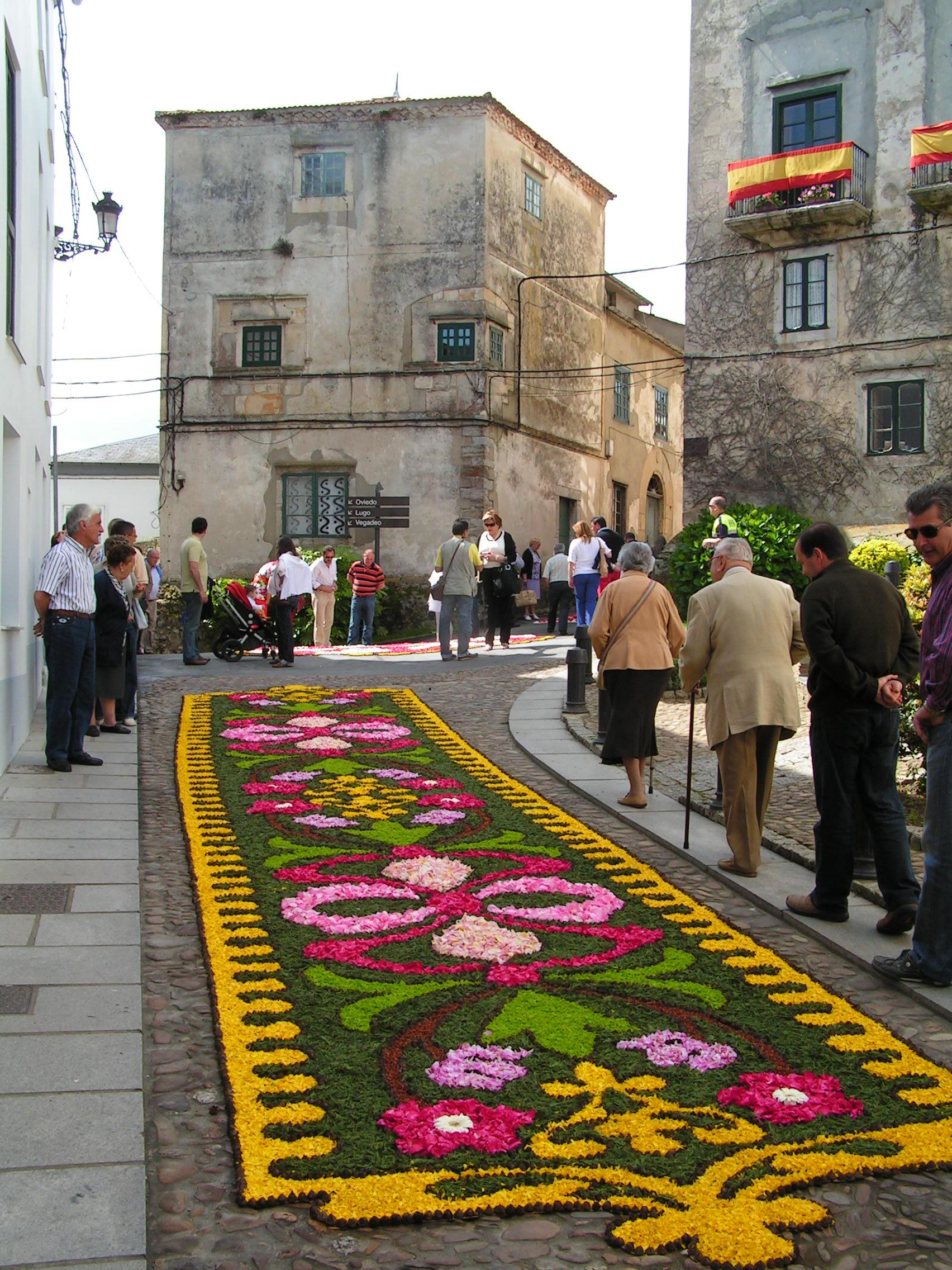
Alfombras florales en la celebración del Corpus

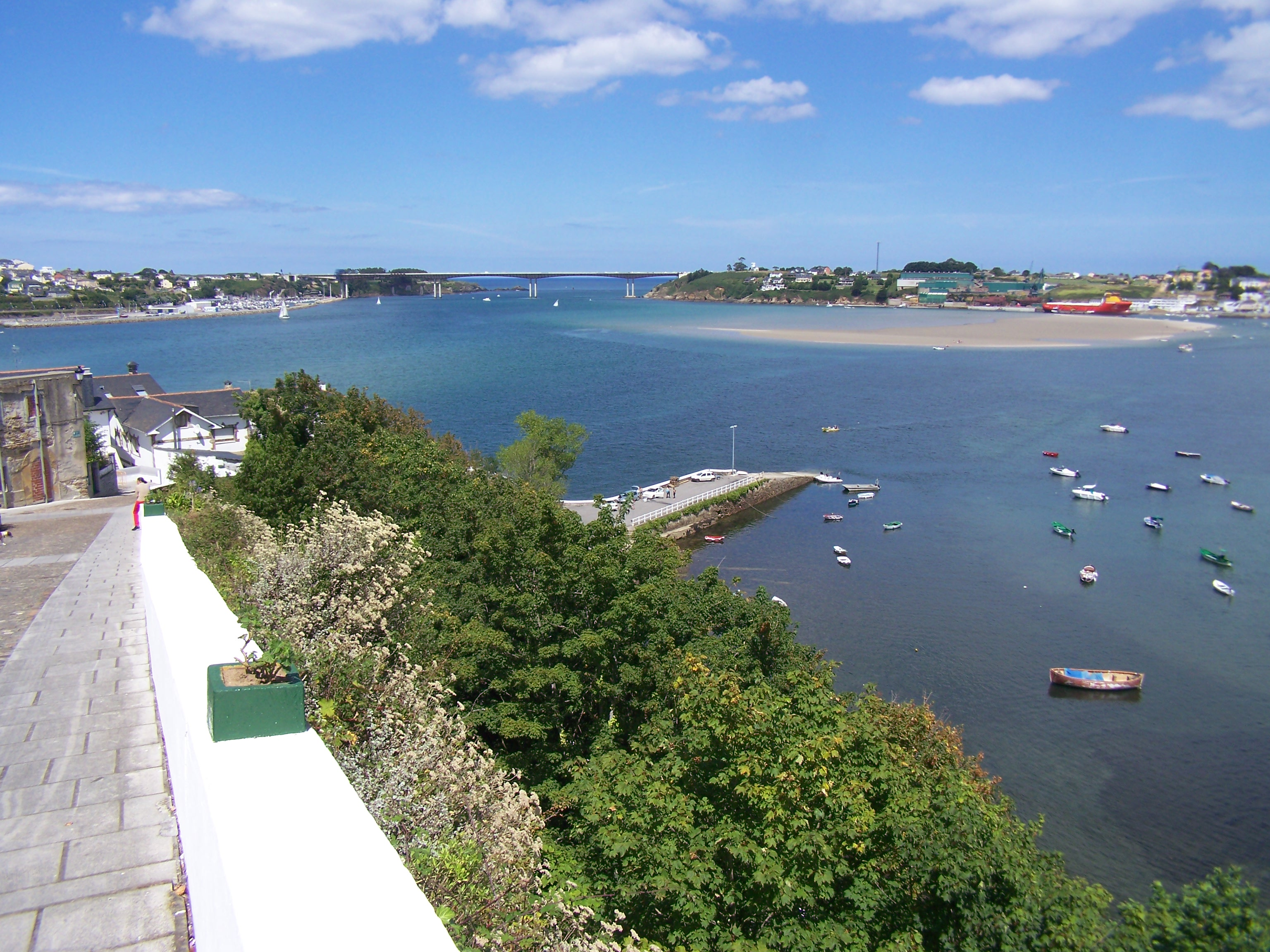
Ría del Eo y ensenada de La Linera vistas desde Castropol

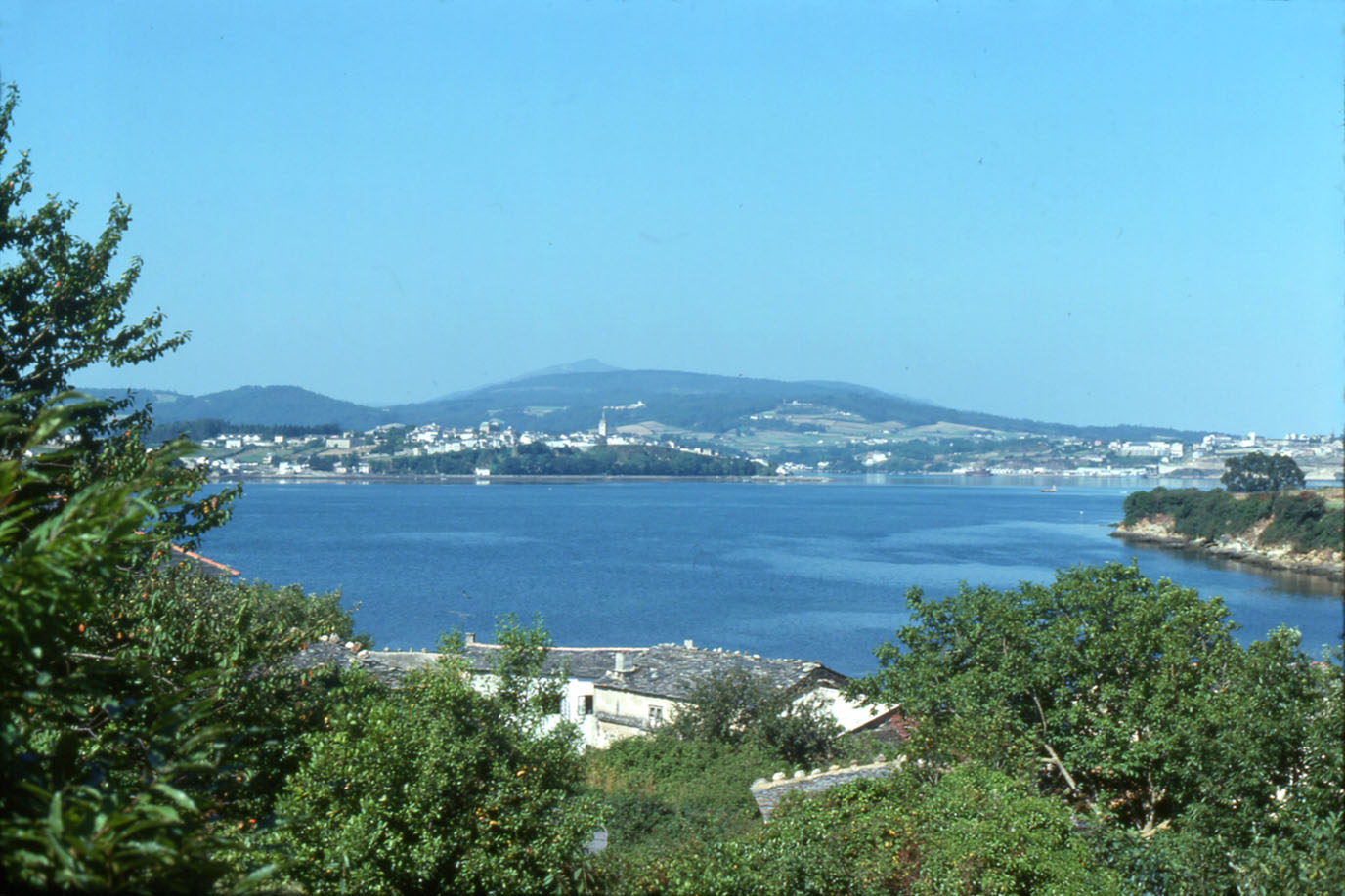
Castropol visto desde La Linera (c. 1975)

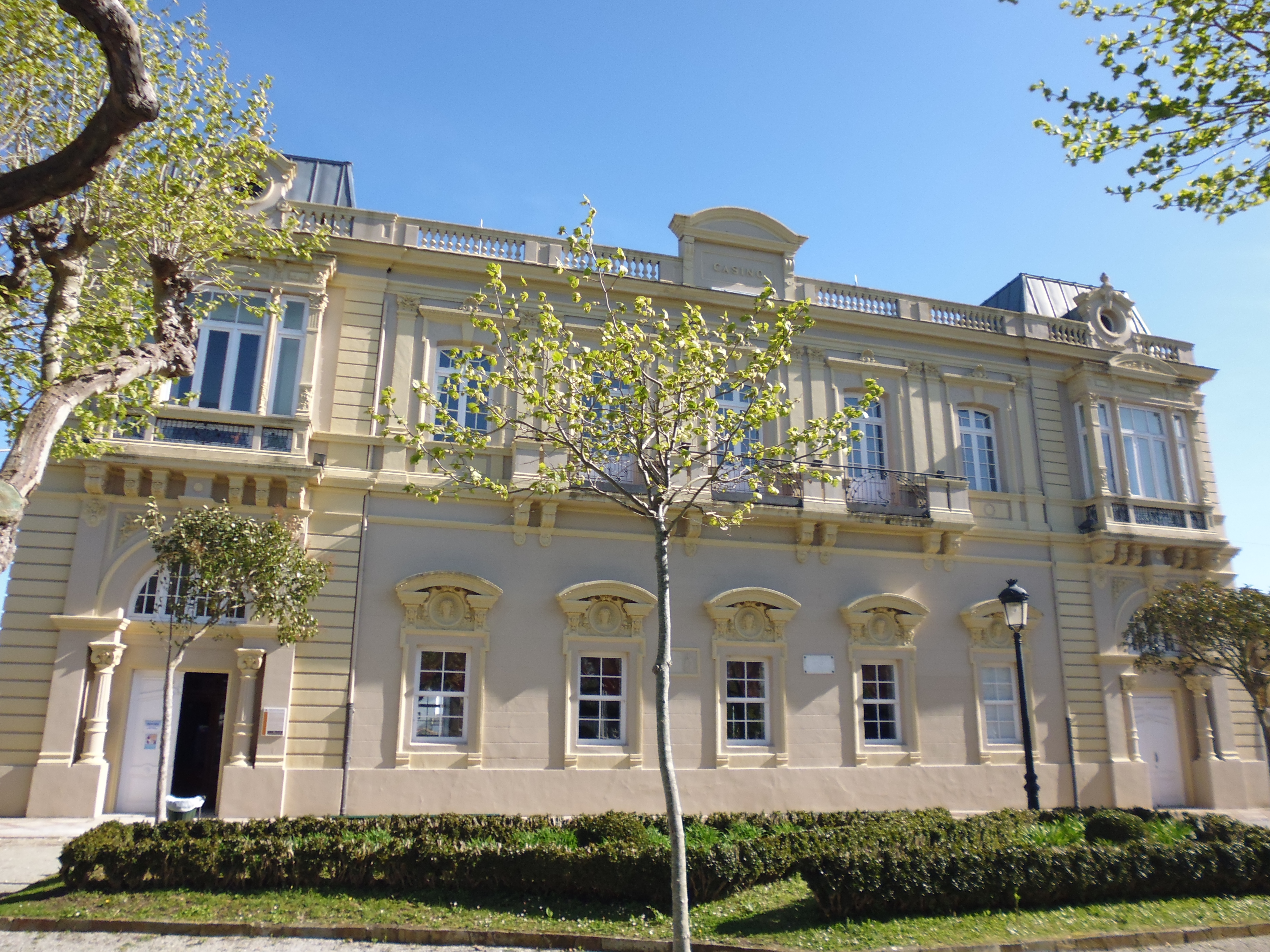
Biblioteca Menéndez Pelayo

Castropol es un concejo de la comunidad autónoma del Principado de Asturias, España. La villa de Castropol es la capital del concejo.
El concejo de Castropol cuenta con una población de 3252 habitantes (INE 2024). Limita al norte con el mar Cantábrico, al oeste con la ría del Eo, que lo separa del concejo gallego de Ribadeo, al este con los de Tapia de Casariego, El Franco y Boal, y al sur con los de Vegadeo y Villanueva de Oscos.

## Geografía

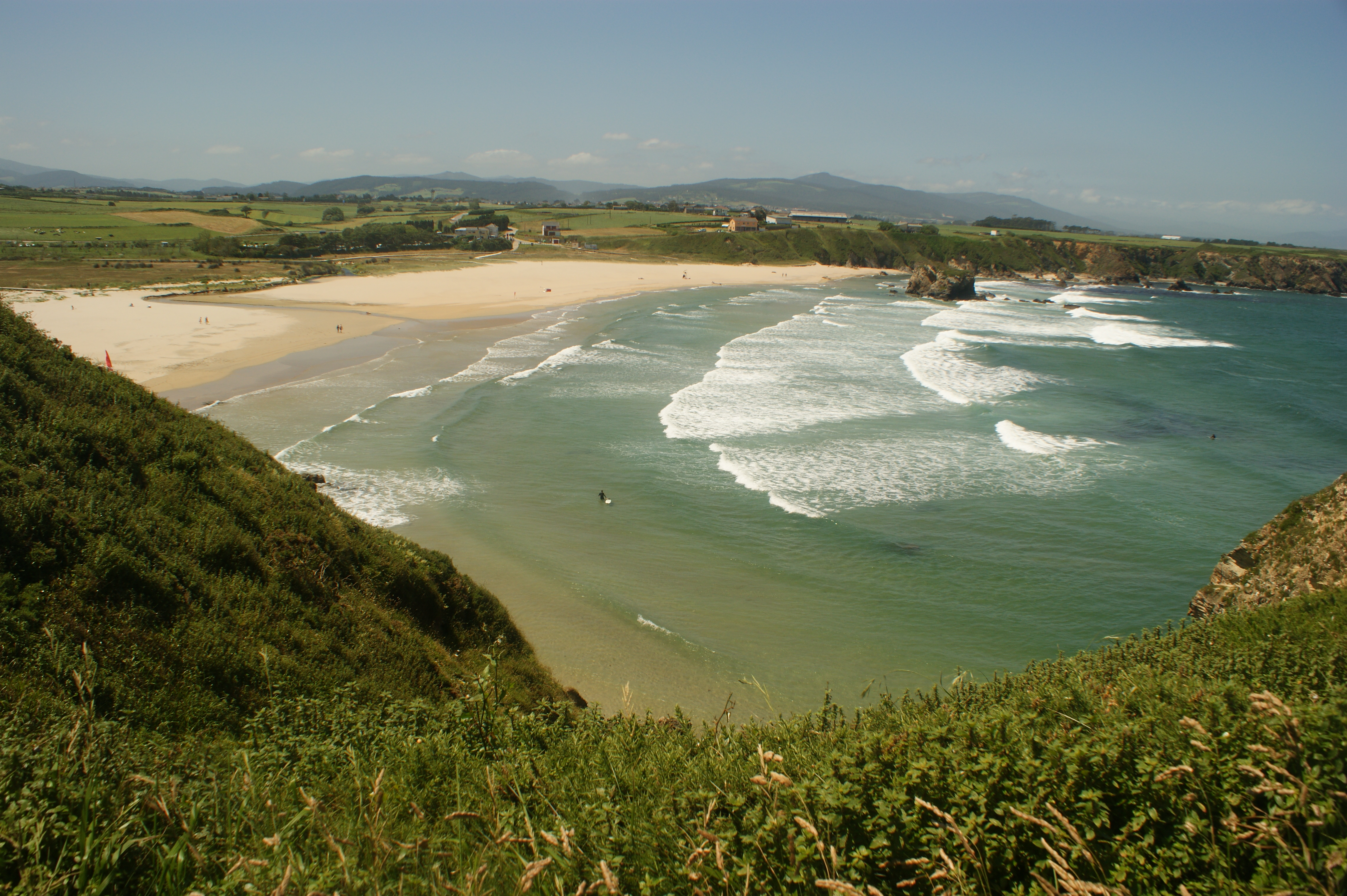
Playa de Penarronda

Integrado en la comarca de Eo-Navia, de la que ejerce de capital, se sitúa a 132 kilómetros de Oviedo. El término municipal está atravesado por la autovía del Cantábrico (A-8), por las carreteras nacionales N-634, que se dirige hacia Tapia de Casariego, y N-640, que conecta con Vegadeo, y por las carreteras autonómicas AS-22 (Vegadeo-Boal) y AS-23, que conecta con Tapia de Casariego por el interior, además de por carreteras locales que permiten la comunicación dentro del municipio. 
| Noroeste: Mar Cantábrico | Norte: Mar Cantábrico    | Nordeste: Tapia de Casariego |
| Oeste: Ría del Eo        |                          | Este: El Franco y Boal       |
| Suroeste: Vegadeo        | Sur: Villanueva de Oscos | Sureste: Boal                |

El relieve del municipio es llano en el litoral, ascendiendo de forma progresiva hacia el sur. Inicialmente aparecen colinas aisladas, como el monte de San Marcos (229 metros) o el Alto de Polayo (407 metros), para dejar paso posteriormente a sierras más estructurales (sierra de Calabaza o sierra de Braña Jual). En el límite con Boal se alza el pico Castelo que asciende a los 641 metros. En el extremo sur, en el límite de con Villanueva de Oscos, la sierra de la Bobia alcanza los 1197 metros. La sierra de la Bobia separa las cuencas del Eo y del Navia, y en ella nacen otros pequeños ríos como el Porcía o el Suarón. La ría del Eo marca el límite natural con Galicia. La villa se alza a 33 metros sobre el nivel del mar, en un promontorio sobre la ría del Eo.

## Historia
Los primeros restos que tenemos en este concejo pertenecen a la cultura achelense, como son las hachas bifaces de cuarcita encontrados en Espiela (Villadún) y los cantos trabajados de Arnao-Figueras.
De la Edad del Bronce y del Hierro, son los restos de la cultura castreña, cuyo elemento más característico es el castro, o poblado fortificado. Tiene la más alta densidad de castros catalogados de Asturias: se pueden mencionar el castro costero de Punta del Corno en Villadún (Barres), con un complejo defensivo compuesto por tres recintos fortificados; Os Castros en la población del mismo nombre en la parroquia de Piñera y atravesado por la carretera nacional; el pequeño castro de La Corona de Iramola, en San Juan de Moldes; Los Castros en Tol, Os Castros en Santalla (Presno); en Seares, así como la posible existencia de otros dos más en la parroquia de Castropol, uno en la propia villa y capital (haciendo caso de la toponimia y a los hallazgos arqueológicos que han tenido lugar durante el 2019) y otro en Cal en la misma parroquia. Solo ha sido objeto de intervención arqueológica el yacimiento de Os Castros (Piñera), siendo, por tanto, muy limitados los hallazgos de los que podemos dar relación aquí. Hay que mencionar, como uno de los más relevantes, el molde bivalvo de hoz, procedente del concejo de Castropol, y adscribible a la Edad del Bronce. Algunos autores sitúan a los egobarros como pobladores de ésta comarca, pueblo que pertenecía según el parecer romano a los galaicos lucenses y adscrito por tanto al conventus lucense, que penetraba en las tierras asturianas hasta la corriente del río Navia, predominio que seguiría durante mucho tiempo marcando esta zona.
Muchos de estos asentamientos son reutilizados por Roma, tras la conquista y sometimiento de este territorio, y empleados como parte de la estructura de explotación económica, no solo agropecuaria (a través de villæ), sino también minera. De esta explotación minera aurífera romana existen ejemplo en torno al río Fornelo, así como prospecciones mineras del mismo periodo histórico en busca del preciado metal.
En la Edad Media ya aparecen reflejados en documentación escrita, lugares del actual concejo. Uno de los asentamientos más mencionados es el monasterio de Taule (Tol). Unos años más tarde pasó en usufructo vitalicio el convento y todas sus pertenencias al conde Gundemaro y a su mujer. También sobre esta zona se dejó sentir el influjo del poderoso monasterio de San Juan de Corias. Esta zona estuvo durante largo tiempo en continuas disputas con la zona de Lugo. Del mismo modo, y aunque de un modo algo más impreciso, algunos autores plantean la posibilidad de que el topónimo Grislupollar que se menciona en algunas sagas nórdicas, pueda corresponder a Castropol.
En el siglo XIII, el rey Alfonso VII de León, pone fin a las disputas cediendo al obispo de Lugo, las tierras gallegas que estaban bajo la jurisdicción del prelado de Oviedo y a este, las tierras que se extienden entre el río Eo y el Navia. En una fecha que no se puede precisar pero si alrededor de 1275, Alfonso X el Sabio funda la Puebla de Rovoredo (actual Reboledo), de la que no se conserva su instrumento fundacional, que sin duda es la primera surgida en Asturias. Esta Puebla debió de hacerse a instancias del propio concejo de Ribadeo, pero la reacción no tardó mucho por parte señorial y el Obispo don Fernando comunica al concejo de Ribadeo la decisión de crear una nueva puebla en Castropol, lugar defensivo y comercial. Este proceso es el único caso del establecimiento de una pola que supuso el abandono de otra.
En el siglo XIV, Castropol se implantará como cabeza económica y administrativa entre las zonas del Navia y el Eo. Será el obispo don Alfonso quien les dará la concesión de un mercado semanal. De todos modos, las disputas con la comunidad de Ribadeo perdurarán hasta el siglo XVIII, en este siglo las tropas inglesas tomaron Castropol y otros pueblos de la ría, los cuales se vieron obligados a pagar por su independencia.
En el siglo XIX, con la invasión francesa y la toma por ellos de las principales ciudades de la provincia, se trasladó la Junta Superior de Asturias a Castropol, ya que era el principal concejo de la zona libre, pero en esa misma zona estaban los grupos adversarios de la Junta y en 1810 se constituyó la Junta Permanente del Partido de Castropol y se vota la disolución de la Junta Superior. Este fue el punto culminante de la crisis, y hace que se manden tropas dirigidas por Francisco Losada para establecer el orden asambleario. Hay una gran cantidad de cambios para la Villa de Castropol en este siglo, así se quitan los elementos que daban un aire medieval a la villa, también habrá cambios administrativos, llegando a ser difícil distinguir el centro comarcal, trasladando la capital judicial a Vegadeo y luego volviéndose a trasladar a Castropol.
A partir de 1905 fue el concejo de Castropol escenario de un interesante intento político de renovación. Promovido por Vicente Loriente Acevedo, un castropolense que había hecho fortuna en Cuba, se creó el Partido Independiente de Castropol, popularmente conocido como Partido Novo, con el objetivo declarado de luchar contra el caciquismo conservador y regenerar no sólo la vida política sino también la educativa y cultural de la Asturias occidental. El Partido Independiente obtuvo significativos éxitos en elecciones locales y provinciales, pero fracasó en su desafío máximo a los conservadores en las elecciones a Diputados nacionales de 1910, en las que Loriente no logró, por muy poco, el deseado escaño. La formación castropolense terminó integrándose en el Partido Reformista liderado por el político republicano Melquíades Álvarez, y fue este el que en 1914 logró por fin la elección como diputado del distrito de Castropol, y en calidad de tal llegó a ser Presidente del Congreso de los Diputados. 
Con la dictadura de Primo de Rivera, desapareció por la censura militar el decenario Castropol, que fuera voz del Partido Novo. Habría que esperar al final de la década de los 30, para que un grupo de jóvenes estudiantes y universitarios castropolenses inicien un proyecto cultural sin parangón en la España de la época. Se inició la andadura de la Biblioteca Popular Circulante de Castropol, junto a la que pronto se suma la publicación del periódico El Aldeano, altavoz de esta institución cultural que se extendería por todo el concejo y por los vecinos, a través de una red de sucursales, con las que lleva la lectura, la educación, la formación y la cultura, a todos los rincones del concejo.
El exilio del rey Alfonso XIII y la proclamación de la Segunda República se recibió en el Concejo de Castropol con ilusión por una parte de la sociedad, con aprobación en los liberales y con oposición entre los conservadores. Pero las cosas no tardaron en torcerse. En las primeras elecciones municipales que tuvieron lugar en abril de 1933, la violencia y la intimidación ejercida por los socialistas, y que fue amparada por las autoridades socialistas provinciales, causó una gran consternación. Pese a ello, el Partido Reformista (heredero y continuista del Partido Independiente de Castropol) de Vicente Loriente logró revalidar la alcaldía.
Uno de los proyectos de alfabetización que lleva a cabo la II República será el de las Misiones Pedagógicas, que recalaron en la villa y en el concejo en el verano de 1935.[cita requerida]
El periodo entre 1933 y 1936 fue muy violento y traumático en todo Asturias. La revolución de octubre de 1934, dónde el centro de Asturias adquirió protagonismo, a través del levantamiento obrero contra el gobierno radical-cedista, y la fuerte represión militar posterior, así como los asesinatos de Alfredo Martínez (líder provincial del Partido Reformista) en Oviedo, del diputado monárquico José Calvo-Sotelo y del Presidente del Congreso de los Diputados y Diputado por Castropol Melquíades Álvarez a manos de la izquierda causaron una gran impresión.
La Guerra Civil lleva a Castropol primero a la zona republicana y más tarde a la zona sublevada. Ambos bandos cometieron asesinatos y crímenes de guerra durante su dominación de Castropol. Sin embargo, la represión cometida por el bando sublevado se extendió en el tiempo, aun a pesar de que en muy pocos meses el occidente de Asturias quedó en manos de los citados sublevados. La represión del citado blando en retaguardia fue brutal: los asesinatos extrajudiciales protagonizados por falangistas con el "Cangrejo", la existencia de fosas comunes en las localidades de Castropol y Figueras (al menos), el señalamiento de "rojos", la existencia del campo de concentración de Arnao, son solo algunos de los desmanes cometidos, que en tiempos recientes vienen siendo recogidos en diferentes obras de investigación y memorias. En este momento se trasladaron algunos organismos de la capital provincial.
Una vez acabada la contienda empieza un ligero declive y un descenso del 20% de población por la competencia de Vegadeo y Ribadeo.

### Villa de Castropol
La capital del concejo se asienta sobre un promontorio en la orilla oriental de la ría del Eo. Fue fundada como puebla (Pola de Castropol) a comienzos del siglo XIV por el obispo de Oviedo, en un lugar estratégico que la arqueología ha demostrado que fue ocupado desde el siglo II a. C..
La villa y capital tendrá un desarrollo lento pero constante, como refleja la documentación medieval del cabildo de Oviedo. En ella se situara la casa fuerte, con un alcaide y cárcel, que será símbolo del poder de la mitra ovetense en las tierras entre el Eo y el Navia. Ese poder quedara reflejado también en la cerca o muralla que protegerá el enclave, pero que también servirá para delimitar un espacio geográfico beneficiado por unos privilegios económicos que tratan de favorecer el desarrollo de Castropol como capital.
En el año 1587 «quemó la villa de Castropol y sus casas», razón por la cual son muy escasos en el pueblo los restos anteriores a dicha época. Hay que añadir a ello que diversos derrumbamientos, causados por la erosión marina y la acción atmosférica, ocurridos a lo largo de los siglos (el último, en el año 2003) en la abrupta ladera nororiental del peñón en que se asienta la villa han producido un desplazamiento de la misma en dirección meridional, habiéndose abierto varias calles en diversas épocas para compensar la pérdida de espacio edificable.
Vivió Castropol su época más brillante en los siglos XVIII y XIX, alcanzando una cierta importancia comercial, administrativa e incluso marítima, patente esta última en los astilleros de la ensenada de la Lieira, activos durante más de tres siglos. Ya entrado el XX sin embargo, absorbida la capitalidad comarcal de facto por sus vecinas Vegadeo y Ribadeo, se sumió Castropol en una creciente crisis económica y demográfica; crisis de la que sólo ha empezado a salir en los últimos lustros, gracias principalmente al auge del turismo y las estancias vacacionales, y más recientemente al polígono industrial abierto en Barres.
Fue en la primera mitad del siglo XX cuando una serie de literatos dieron en inspirarse en Castropol, con su nombre real o bajo el disfraz de uno ficticio, para reflejar un pueblo tétrico y solitario, azotado por gélidos temporales y vientos que enloquecen a sus escasos y fantasmales habitantes. Entre realidad y ficción, ese tópico de un Castropol triste, misterioso y poco habitado perduró durante varias décadas; y el programa de los «Festejos en honor de Nuestro Excelso Patrón Santiago Apóstol» de 1964 lo asumía desafiantemente: «Al turista superficial que pasa por los lugares sin enterarse de nada, que necesita ruido de altavoces, bullicio de gente y luces de neón para llenar un vacío interior, poco será lo que le diga Castropol. [...] Los turistas de este tipo es preferible que sigan de largo». 

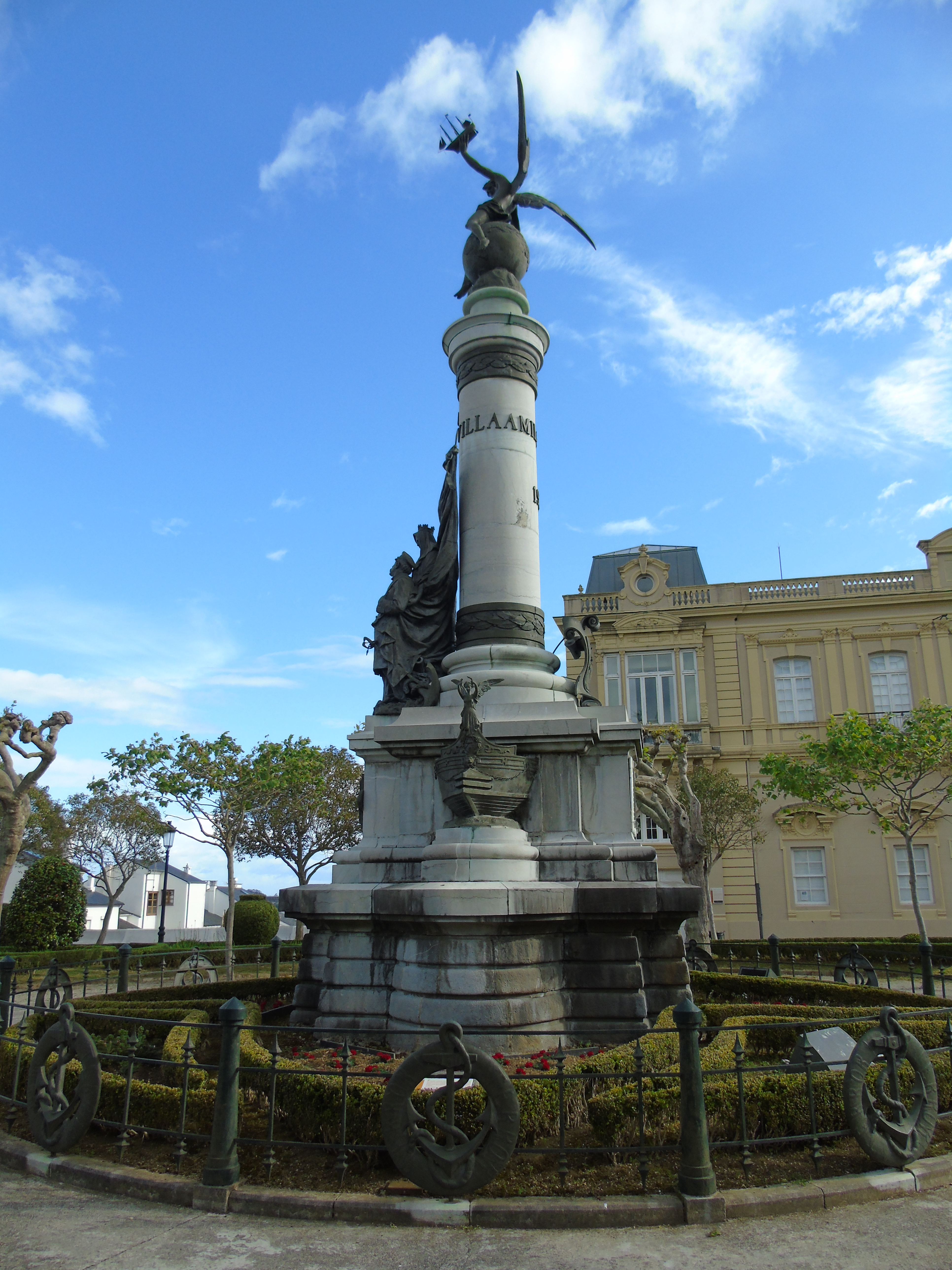
Monumento de 1911 al marino Fernando Villaamil en el parque de Castropol

Arquitectónicamente, lo más notable de la población es la capilla del Campo (siglo XV), los Palacios de Valledor y de los Marqueses de Santa Cruz de Marcenado (siglos XVI-XVIII), la Casa de las Cuatro Torres (siglo XVIII), y el conjunto modernista, de principios del siglo XX, formado por el parque de Vicente Loriente, el Casino/Casa de Cultura (sede actual de la afamada Biblioteca Popular, fundada en 1921 y considerada de las mejores, si no la mejor, de su clase en España) y el monumento a Fernando Villaamil; no quedando prácticamente ningún rastro del Castillo del Fiel que desde la Edad Media había materializado el poder de los obispos de Oviedo sobre la villa y su concejo. Pero es quizá el conjunto del pueblo y su característica silueta, visible tanto desde Figueras como desde Ribadeo, lo que produce una impresión más imborrable.
El militar Pedro Bermúdez de Santirso (siglo XVI), el químico, polígrafo y Rector de la Universidad de Barcelona, José Ramón Fernández de Luanco (1825-1905), el marino Fernando Villaamil (1845-1898), el ya citado político e indiano Vicente Loriente (1859-1939), el profesor y ensayista Pedro Penzol (1880-1965) y el poeta Pedro G. Arias (1892-1980) figuran entre los castropolenses más preclaros; mientras que ha sido el deporte del remo, con los repetidos éxitos nacionales e incluso internacionales del Club de Mar de Castropol, fundado en 1949, lo que ha hecho que el nombre de Castropol haya aparecido numerosas veces en los medios de comunicación, y que la villa haya sido sede en varias ocasiones de Campeonatos de España de Remo y todos los años de una regata de traineras ya clásica: la Bandera Príncipe de Asturias.
En el año 1997, la villa de Castropol recibió el Premio «Pueblo Ejemplar de Asturias», otorgado por la Fundación Príncipe de Asturias, en atención a que «Castropol, villa y capital del concejo de su nombre, ha sido desde siempre un ejemplo de respeto a las mejores tradiciones ilustradas de Asturias, pero también referencia a unas formas de vida colectiva cuyas características se han proyectado sobre un grupo humano vital y despierto. Esta comunidad ha mantenido vivo el respeto hacia el patrimonio cultural que le fue legado históricamente, a la vez que ha puesto en marcha iniciativas de la más alta significación». El Premio fue entregado por S.A.R. el Príncipe Don Felipe en el curso de su visita a Castropol en octubre de dicho año.
En el año 2004 el Conjunto Histórico de la Villa de Castropol fue declarado oficialmente Bien de Interés Cultural del Patrimonio Histórico Español.

## Demografía
Castropol cuenta con una población de 3252 habitantes (INE 2024).
| Gráfica de evolución demográfica de Castropol entre 1842 y 2021 |
| |
| > Entre el censo de 1877 y el anterior, disminuye el término del municipio porque independiza a 33070 (Tapia de Casariego) Población de derecho según los censos de población del INE Población de hecho según los censos de población del INE |

Como otros concejos de la zona costera su proceso de despoblación está marcado por dos fases diferentes. Una fase se dio en las primeras décadas del siglo XX y su destino fue hacia los países de ultramar, y una segunda fase que comienza a mediados del siglo XX y su destino son los principales núcleos industrializados de la provincia (Gijón, Avilés y Mieres), los cuales comenzaban entonces un gran periodo de expansión. Esta emigración regional fue mucho más fuerte que la primera hacia ultramar.
A partir de 1940 inició un proceso de pérdida hasta 1991, en que perdió 2400 personas. La población del municipio está dominado por dos grandes núcleos de carácter marino como son: Castropol, su capital, con 562 habitantes, y Figueras, con 705.
Este concejo tiene una tasa de natalidad relativamente elevada que ha compensado en parte su envejecimiento. El porcentaje de jóvenes y de mayores de sesenta años, es muy similar a la media de Asturias.

## Economía
En el sector industrial lo más importante del concejo son los Astilleros Gondán. Su construcción naval también está presente en Barres y en Berbesa, con un par de talleres de carpinteros de ribera. 
En su ría se cultivan ostras y almejas.

## Administración y política

### Gobierno municipal
En el concejo de Castropol, desde 1979, el partido que más tiempo ha gobernado ha sido el PSOE que ha gobernado en 9 de las 12 legislaturas de la democracia española. El actual alcalde es Francisco Javier Vinjoy Valea, quien gobierna desde 2019. 
| Periodo   | Nombre                          | Partido | Partido                                    |
| --------- | ------------------------------- | ------- | ------------------------------------------ |
| 1979-1983 | Domingo Martínez Fernández      |         | Independiente                              |
| 1983-1999 | Domingo Martínez Fernández      |         | Federación Socialista Asturiana (FSA-PSOE) |
| 1999-2003 | Juan Calvo-Sotelo Ibáñez-Martín |         | Partido Popular (PP)                       |
| 2003-2019 | José Ángel Pérez García         |         | Federación Socialista Asturiana (FSA-PSOE) |
| 2019-2023 | Francisco Javier Vinjoy Valea   |         | Federación Socialista Asturiana (FSA-PSOE) |
| 2023-2025 | Francisco Javier Vinjoy Valea   |         | Castropol Avante (CA)                      |

| Partido político    | Partido político                                                                                | 1979   | 1983   | 1987   | 1991   | 1995   | 1999   | 2003   | 2007   | 2011   | 2015   | 2019   | 2023   |
| Partido político    | Partido político                                                                                | Ediles | Ediles | Ediles | Ediles | Ediles | Ediles | Ediles | Ediles | Ediles | Ediles | Ediles | Ediles |
|                     | Federación Socialista Asturiana (FSA-PSOE)                                                      | 0      | 8      | 8      | 8      | 7      | 5      | 6      | 8      | 7      | 6      | 6      | 3      |
|                     | Alianza Popular (AP)-Partido Popular (PP)                                                       | 0      | 2      | 2      | 4      | 5      | 5      | 5      | 3      | 3      | 4      | 5      | 3      |
|                     | Partido Comunista de España (PCE)-Izquierda Unida (IU)-Bloque por Asturies (BA)-Los Verdes (LV) | 0      | —      | —      | 1      | 1      | 0      | 0      | 0      | 0      | 1      | 0      | 0      |
|                     | Foro Asturias (FAC)                                                                             | —      | —      | —      | —      | —      | —      | —      | —      | 1      | 0      | —      | —      |
|                     | Unión de Centro Democrático (UCD)-Centro Democrático y Social (CDS)                             | 1      | 0      | 3      | 0      | 0      | —      | —      | —      | —      | —      | —      | —      |
|                     | Unión Renovadora Asturiana (URAS)-Partíu Asturianista (PAS)                                     | —      | —      | —      | —      | —      | 1      | 0      | 0      | —      | —      | —      | —      |
|                     | Independientes                                                                                  | 12     | 3      | —      | —      | —      | —      | —      | —      | —      | —      | —      | —      |
|                     | Castropol Avante (CA)                                                                           | —      | —      | —      | —      | —      | —      | —      | —      | —      | —      | —      | 5      |
| Total de concejales | Total de concejales                                                                             | 13     | 13     | 13     | 13     | 13     | 11     | 11     | 11     | 11     | 11     | 11     | 11     |

### Organización territorial
Según el nomenclátor del INE 2017, el concejo de Castropol está dividido en nueve parroquias:
- Balmonte (185 habitantes)
- Barres (589 habitantes)
- Castropol (525 habitantes)
- Figueras (661 habitantes)
- Moldes (382 habitantes)
- Piñera (386 habitantes)
- Presno (280 habitantes)
- Seares (201 habitantes)
- Tol (301 habitantes)

Hasta el siglo XIX, pertenecían también al Concejo de Castropol las parroquias de Serantes, Tapia de Casariego, Campos y La Roda, hoy pertenecientes al concejo de Tapia de Casariego.

## Cultura

### Arte

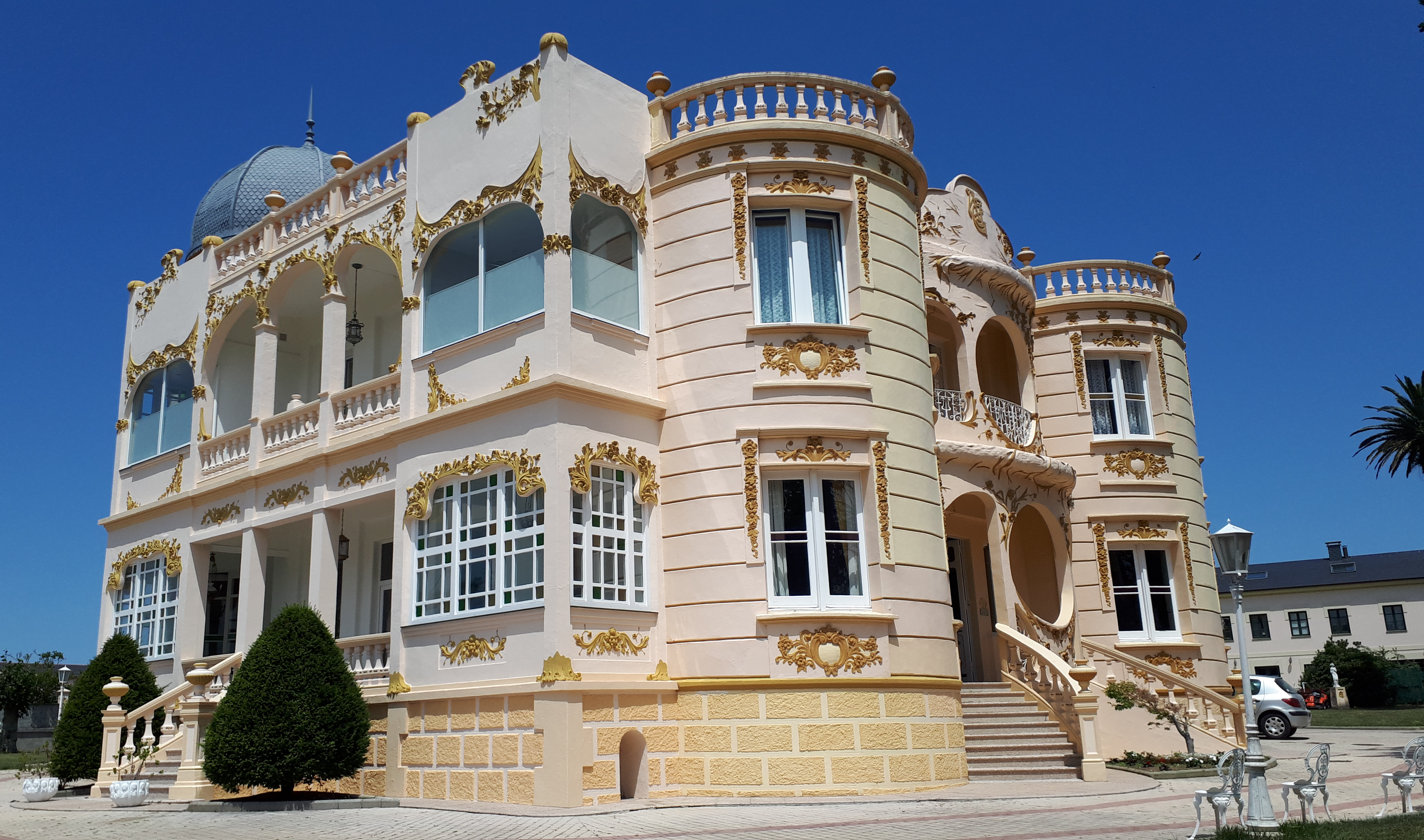
Palacete peñalba en Figueras

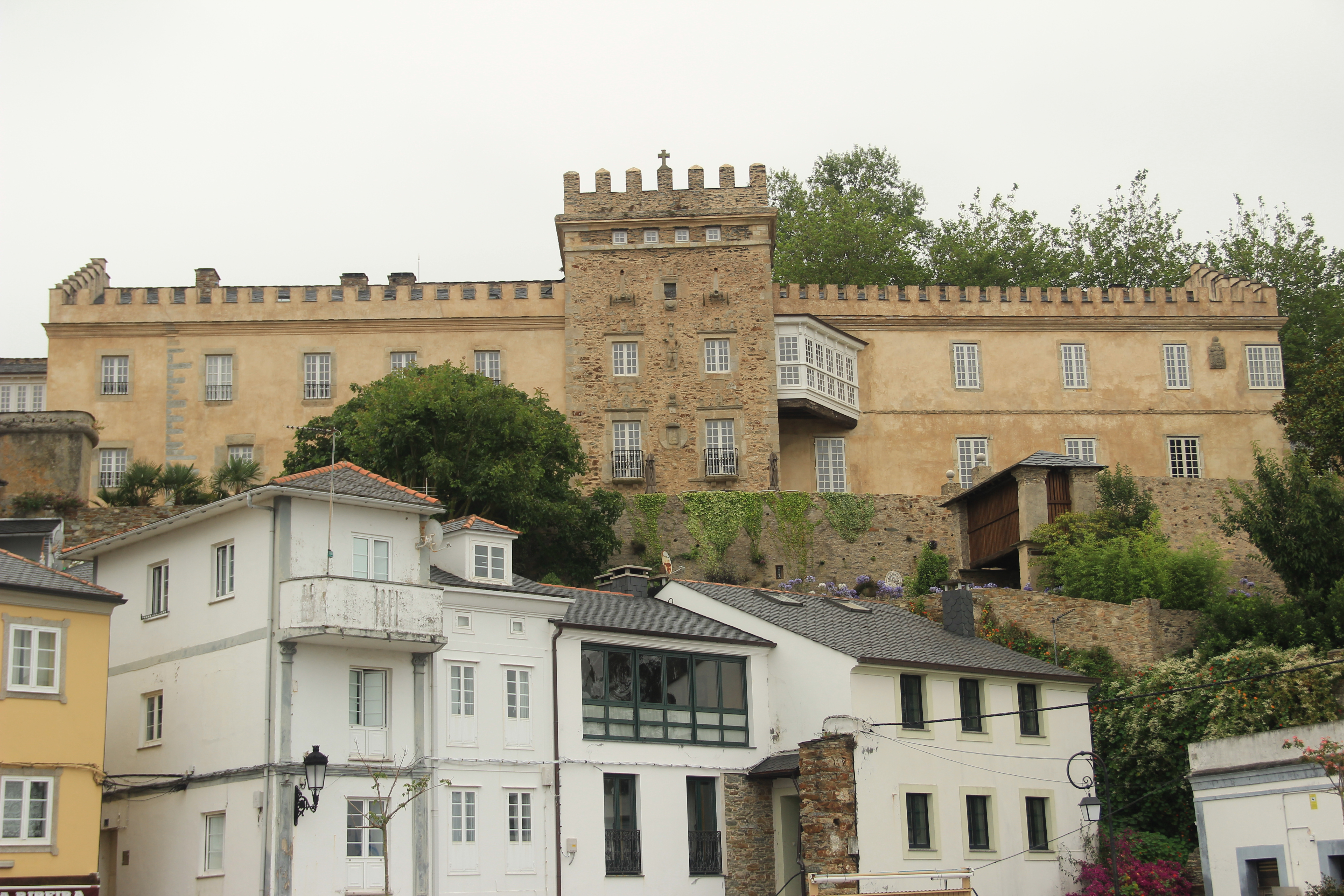
Palacio de Donlebún

Este concejo tiene un rico patrimonio tanto de tipo religioso como de carácter civil, localizados en sus diferentes núcleos. Destacaremos:
- La capilla de Santa María del Campo, construcción rectangular con dos cuerpos pequeños laterales. Se salvó del incendio que en 1587 arrasó la villa. Lo más destacado es su fachada marcada por contrafuertes, con puerta de arco de medio punto y sobre ella tres mascarones y la lápida fundacional. Tiene un retablo del siglo XVIII.
- La iglesia parroquial de Santiago Apóstol, de finales del siglo XVI. Presenta una estructura de tres naves, la principal más alta y ancha separada por columnas y con bóveda estrellada. Tiene un añadido de una torre del siglo XIX, con cubierta de pizarra y rematada con una aguja. El templo conserva un conjunto de retablos barrocos de los siglos XVII y XVIII.
- El palacio de Valledor. Edificio en forma de «U» con patio rectangular, con dos pisos, en el inferior está la puerta con arco de medio punto entre pilastras y sobre ella el escudo. El palacio es del siglo XVI y tiene una capilla adosada del siglo XVIII.
- El palacio de Santa Cruz del Marcenado, antes del Montenegro. Tiene en uno de los ángulos una torre antigua cuadrada y almenada. Su estructura es de tres alas en forma de «U». La portada principal está realizada en piedra y el resto revocado, tiene un amplio vano de medio punto con grandes dovelas decoradas con óvalos a los lados y columnas con capital jónico. A un lateral una capilla con un bonito retablo barroco, dedicado a la Inmaculada.
- Villa Rosita, construida en varias fases y luego fue ampliada y reformada. Tiene una torre con gran zócalo para igualar el terreno, rematada en almenas y en sus esquinas cuatro gárgolas. En el siglo XX se le añadieron dos miradores de madera. En la fachada principal, la puerta está marcada por dos grandes pilastras acanaladas que parten de un alto podio.
- El monumento a Fernando Villamil, obra del escultor Cipriano Folgueras, hecho de piedra y bronce. Sobre una alta base se levanta el cuerpo del marino, detrás hay una mujer que es la representación alegórica de la patria. Sobre la base, una columna gigantesca con la bola del mundo y sobre ella un genio alado.
- La iglesia parroquial de San Esteban de Barres. Su estructura es de nave única con dos capillas y pórticos laterales. Tiene puerta con arcos de medio punto que está realizada en piedra. Tiene una capilla en el lado sur, creada en honor a su patrón San Pedro, está hecha por las gentes marineras y pescadoras. Tiene un retablo barroco de tres calles separado por columnas salomónicas, con las imágenes de San Pedro, San Telmo y la Inmaculada.
- El palacio de los Pardo Donlebún o de los condes de Trénor en Figueras, con dos cuerpos simétricos a ambos lados de la torre, son rectangulares y almenados. Fue construido en el siglo XVI, con varios añadidos. La puerta es adintelada con canceles de hierro, con dos torrecillas sobre las que están los escudos familiares.
- El hotel Peñalba, ejemplo de la arquitectura Art nouveau. Construido por una mujer indiana como casa de verano. Es de planta rectangular con torrecillas circulares, con grandes miradores y terrazas en tres de sus fachadas, decoradas con formas vegetales. Todo el interior se distribuye en torno a un patio central cubierto con cristalera que hace el papel de lucernario. En los últimos años el edificio ha sido restaurado, teniendo un amplio jardín con esculturas modernistas.

### Literatura
Castropol ha sido escenario de obras literarias, como las que a continuación se citan:
- La noche de las luminarias, novela de José Francisco Rodil Lombardía (Velasco Ediciones 2018 y 2019) ambientada en principalmente en Castropol y Lugo durante la Guerra Civil.
- En la costa de Santiniebla, relato de Luis Cernuda (1937), publicado en el número X (octubre de ese mismo año) de la revista valenciana Hora de España
- El bajel de la felicidad (poema del Eo), novela poética de Pedro G. Arias (1919)
- María (poema del Eo II), novela poética de Pedro G. Arias (1931)
- La estrella del Eo (el paso de una generación), poesías de Pedro G. Arias (1953)

### Fiestas
- El 25 de julio, son las fiestas de Santiago Apóstol, en Castropol.
- El 16 de agosto las de San Roque, y la regata de traineras en este mes pero sin fecha fija.
- Otras fiestas son: El Carmen en Figueras y el martes después de Pentecostés la fiesta de La Silvallana.
- También existen las conocidas fiestas de Las Campas en honor de san Lázaro, con gran afluencia de gente y que son celebradas como norma general el segundo fin de semana de julio.